# Primera Divisió (2007/2008)
Primera Divisió 2007/2008 był to 13. sezon andorskiej pierwszej klasy rozgrywkowej w piłce nożnej. Brało w niej udział 8 zespołów, które grały ze sobą systemem „każdy z każdym”. Mistrzowskiego tytułu nie obronił zespół FC Rànger's. Nowym mistrzem Andory została FC Santa Coloma, dla której był to piąty tytuł mistrzowski w historii klubu. 

## Zasady rozgrywek
Osiem uczestniczących drużyn, grają mecze każdy z każdym w pierwszej fazie rozgrywek. W ten sposób odbywa się pierwszych 14 meczów. Następnie liga zostaje podzielona na dwie grupy po cztery zespoły. W obydwóch grupach drużyny rozgrywają kolejne mecze – dwukrotnie (mecz i rewanż) z każdą z drużyn ze znajdujących się w jej macierzystej połówce tabeli. W ten sposób każda z drużyn rozgrywa kolejnych sześć meczów, a punkty i bramki zdobyte w pierwszej fazie są brane pod uwagę w fazie drugiej. Górna połówka tabeli walczy o mistrzostwo Andory oraz kwalifikacje do rozgrywek europejskich, natomiast dolna połówka broni się przed spadkiem. Do niższej ligi spada bezpośrednio ostatnia drużyna. 7. zespół zagrał w barażu o utrzymanie z drugim zespołem niższej ligi.

## Drużyny
| Uczestnicy poprzedniej edycji                                                                                 | Uczestnicy poprzedniej edycji | Uczestnicy poprzedniej edycji | Uczestnicy poprzedniej edycji |
| --- | ----------------------------- | ----------------------------- | ----------------------------- |
| RAN | FC Rànger's                   | 1                             |                               |
| SFC | FC Santa Coloma               | 2                             |                               |
| SJU | UE Sant Julià                 | 3                             |                               |
| LUS | FC Lusitanos                  | 4                             |                               |
| INT | Inter Club d’Escaldes         | 5                             |                               |
| PRI | CE Principat                  | 6                             |                               |
| Awans z Segona Divisió                                                                                        |                               |                               |                               |
| ENG | UE Engordany                  |                               |                               |
| CEB | Casa Estrella del Benfica     |                               |                               |
| Oznaczenia: - kolumna pierwsza – skróty nazw drużyn, - kolumna trzecia – miejsce zajęte w poprzednim sezonie. |                               |                               |                               |

## Stadiony
Wszystkie drużyny grające w Primera Divisió rozgrywały wszystkie spotkania ligowe na Estadi Comunal d'Aixovall w Aixovall.

## Pierwsza runda

### Tabela
| Lp. | Drużyna                   | M  | Z  | R | P  | Bramki | Bramki | Różn. | Pkt | Uwagi                               |
| --- | ------------------------- | -- | -- | - | -- | ------ | ------ | ----- | --- | ----------------------------------- |
| 1   | FC Santa Coloma           | 14 | 11 | 3 | 0  | 58     | 4      | +54   | 36  | Kwalifikacja do grupy mistrzowskiej |
| 2   | FC Rànger's               | 14 | 10 | 3 | 1  | 37     | 16     | +21   | 33  | Kwalifikacja do grupy mistrzowskiej |
| 3   | UE Sant Julià             | 14 | 9  | 3 | 2  | 46     | 11     | +35   | 30  | Kwalifikacja do grupy mistrzowskiej |
| 4   | FC Lusitanos              | 14 | 9  | 0 | 5  | 34     | 13     | +21   | 27  | Kwalifikacja do grupy mistrzowskiej |
| 5   | CE Principat              | 14 | 5  | 2 | 7  | 20     | 33     | −13   | 17  | Kwalifikacja do grupy spadkowej     |
| 6   | UE Engordany              | 14 | 3  | 1 | 10 | 17     | 61     | −44   | 10  | Kwalifikacja do grupy spadkowej     |
| 7   | Inter Club d’Escaldes     | 14 | 2  | 1 | 11 | 11     | 32     | −21   | 7   | Kwalifikacja do grupy spadkowej     |
| 8   | Casa Estrella del Benfica | 14 | 0  | 1 | 13 | 4      | 57     | −53   | 1   | Kwalifikacja do grupy spadkowej     |

### Wyniki pierwszej rundy
| Gospodarz \ Gość          | CEB | ENG  | INT | LUS | PRI | RAN | SFC  | SJU  |
| Casa Estrella del Benfica |     | 0:1  | 1:3 | 1:6 | 1:3 | 0:3 | 0:6  | 0:10 |
| UE Engordany              | 1:1 |      | 2:1 | 0:5 | 2:4 | 2:3 | 0:11 | 1:4  |
| Inter Club d’Escaldes     | 2:0 | 1:2  |     | 2:4 | 0:1 | 0:2 | 0:3  | 0:3  |
| FC Lusitanos              | 2:0 | 8:1  | 2:0 |     | 2:0 | 2:0 | 0:1  | 1:4  |
| CE Principat              | 3:0 | 3:2  | 0:0 | 0:2 |     | 2:5 | 0:4  | 2:2  |
| FC Rànger's               | 7:0 | 4:1  | 3:2 | 1:0 | 3:2 |     | 2:2  | 1:1  |
| FC Santa Coloma           | 7:0 | 11:0 | 4:0 | 2:0 | 4:0 | 1:1 |      | 1:1  |
| UE Sant Julià             | 3:0 | 5:2  | 5:0 | 1:0 | 6:0 | 1:2 | 0:1  |      |

Źródło: RSSSF
Objaśnienia:
1Drużyna gospodarzy jest wymieniona po lewej stronie tabeli.
Kolory: zielony – zwycięstwo gospodarzy, żółty – remis, różowy – zwycięstwo gości.

## Druga runda

### Grupa mistrzowska
| Lp. | Drużyna             | M  | Z  | R | P | Bramki | Bramki | Różn. | Pkt | Uwagi                                       |
| --- | ------------------- | -- | -- | - | - | ------ | ------ | ----- | --- | ------------------------------------------- |
| 1   | FC Santa Coloma (M) | 20 | 14 | 5 | 1 | 69     | 10     | +59   | 47  | Liga Mistrzów UEFA • I runda kwalifikacyjna |
| 2   | UE Sant Julià (P)   | 20 | 12 | 5 | 3 | 59     | 19     | +40   | 41  | Puchar UEFA • I runda kwalifikacyjna        |
| 3   | FC Rànger's         | 20 | 12 | 4 | 4 | 47     | 30     | +17   | 40  |                                             |
| 4   | FC Lusitanos        | 20 | 10 | 1 | 9 | 44     | 29     | +15   | 31  |                                             |

### Grupa spadkowa
| Lp. | Drużyna                       | M  | Z | R | P  | Bramki | Bramki | Różn. | Pkt | Uwagi                    |
| --- | ----------------------------- | -- | - | - | -- | ------ | ------ | ----- | --- | ------------------------ |
| 5   | CE Principat                  | 20 | 9 | 3 | 8  | 33     | 37     | −4    | 30  |                          |
| 6   | Inter Club d’Escaldes         | 20 | 6 | 2 | 12 | 23     | 37     | −14   | 20  |                          |
| 7   | UE Engordany (B)              | 20 | 4 | 1 | 15 | 21     | 79     | −58   | 13  | Baraż o utrzymanie       |
| 8   | Casa Estrella del Benfica (S) | 20 | 2 | 1 | 17 | 13     | 68     | −55   | 7   | Spadek do Segona Divisió |

### Wyniki drugiej rundy

#### Grupa mistrzowska
| Gospodarz \ Gość | LUS | RAN | SFC | SJU |
| FC Lusitanos     |     | 2:4 | 1:5 | 1:1 |
| FC Rànger's      | 3:2 |     | 0:1 | 1:4 |
| FC Santa Coloma  | 1:0 | 2:2 |     | 1:1 |
| UE Sant Julià    | 2:4 | 3:0 | 2:1 |     |

Źródło: RSSSF
Objaśnienia:
1Drużyna gospodarzy jest wymieniona po lewej stronie tabeli.
Kolory: zielony – zwycięstwo gospodarzy, żółty – remis, różowy – zwycięstwo gości.

#### Grupa spadkowa
| Gospodarz \ Gość          | CEB | ENG | INT | PRI |
| Casa Estrella del Benfica |     | 1:2 | 1:2 | 3:1 |
| UE Engordany              | 1:3 |     | 1:3 | 0:3 |
| Inter Club d’Escaldes     | 2:1 | 4:0 |     | 0:1 |
| CE Principat              | 3:0 | 4:0 | 1:1 |     |

Źródło: RSSSF
Objaśnienia:
1Drużyna gospodarzy jest wymieniona po lewej stronie tabeli.
Kolory: zielony – zwycięstwo gospodarzy, żółty – remis, różowy – zwycięstwo gości.

## Baraż o utrzymanie
| Drużyna 1                            | Wynik dwumeczu | Drużyna 2     | Pierwszy mecz | Drugi mecz |
| ------------------------------------ | -------------- | ------------- | ------------- | ---------- |
| UE Engordany                         | 5:3            | UE Extremenya | 2:3           | 3:0        |
| Po lewej gospodarz pierwszego meczu. |                |               |               |            |

Engordany wygrało w barażu 5:3.